# Hermsdorf (Berlin)
Hermsdorf, Berlin-Hermsdorf – dzielnica (Ortsteil) Berlina w okręgu administracyjnym Reinickendorf. Od 1 października 1920 w granicach miasta.
W dzielnicy znajduje się stacja kolejowa Berlin-Hermsdorf.